# جوسم
جوسم JOSM (Java OpenStreetMap Editor) هو برنامج مجاني لتحرير البيانات الجغرافية لـخريطة الشارع المفتوحة OpenStreetMap تم إنشاؤه بلغة جافا، وهو بحسب موقع خريطة الشارع المفتوحة أكثر برامج تحرير الخرائط قوة وقابلية للتخصيص وتوسعة الوظائف.
تم تطويره في الأصل بواسطة Immanuel Scholz ويتم صيانته حاليًا بواسطة Dirk Stöcker. تحتوي أداة التحرير على ميزات متقدمة  غير موجودة في محرر خريطة الشارع المفتوحة الافتراضي على الإنترنت iD.

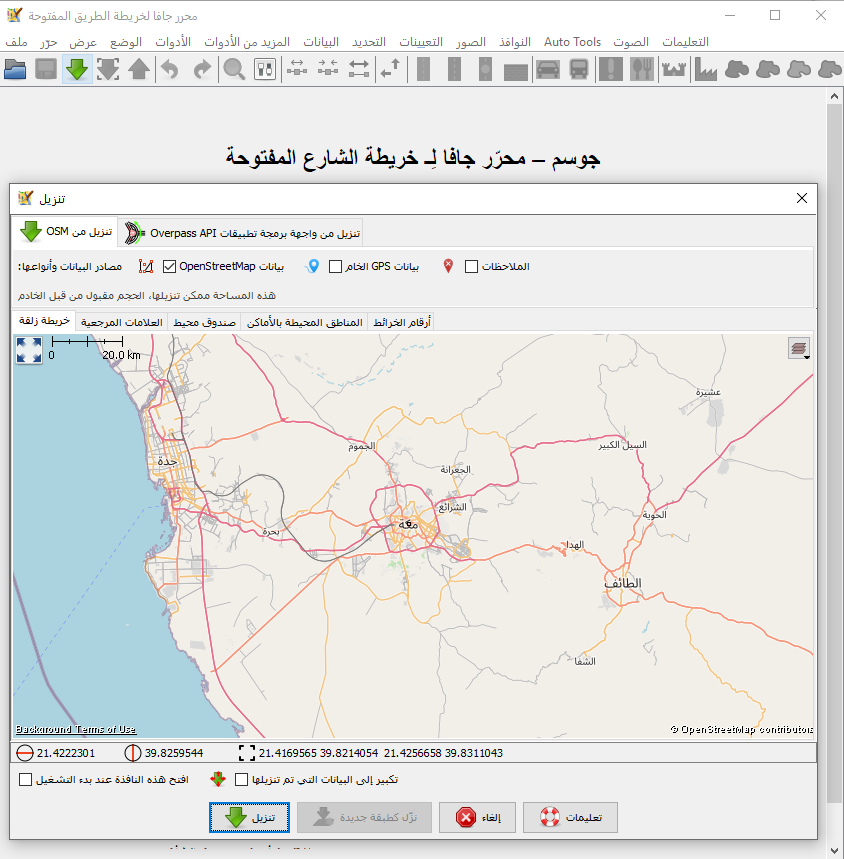
جوسم بواجهة عربية مع نافذة تحميل الخريطة

## الوظائف والمزايا
بعض الميزات البارزة لـ JOSM هي:
- استيراد ملفات GPX (مسارات GPS) ، [13]
- العمل مع الصور الجوية (بما في ذلك بروتوكولات WMS و TMS و WMTS )، ودعم الإسقاطات الخرائطية المتعددة، والطبقات، وتحرير العلاقات.[14]
- أدوات التحقق من البيانات، وتصفية البيانات، والعمل دون اتصال.[15]
- والقوالب المسبقة الضبط، وأنماط عرض الخريطة عالية القابلية للتخصيص.[16]
- يوفر جوسم أكثر من 200 اختصار لوحة مفاتيح للوظائف الأساسية.[17]

- تتوفر العديد من الميزات الإضافية (مثل أدوات رسم المباني أو إضافة روابط Wikipedia أو عرض البيانات ثلاثية الأبعاد) من خلال المكونات الإضافية .[18][19][20] ويوجد أكثر من 100 منهن في المستودع.[21]

## تاريخ جوسم
- تم إنشاء أول مجموعة التغييرات في 27 سبتمبر 2005.[22]
- تم توفير الإصدار التجريبي الأول (الذي تطلب Java 5) [23] في 4 أكتوبر 2005.
- وتم إصدار جوسم 1.0 في 22 يناير 2006.
- تم تقديم مخطط الإصدار الحالي ، باستخدام رقم مجموعة تغيير الكود ، في عام 2008.[24]
- في عام 2014 تم استبدال شعار المشروع بصورة جديدة، والذي فاز بمسابقة التصميم.[25]
- من هذا العام يتم تحديد الإصدارات المستقرة برقم YY.MM إضافي يتبع رقم الإصدار الداخلي (حيث YY رقم السنة، MM رقم الشهر) "2014 Changelog". اطلع عليه بتاريخ 2016-11-07.</ref> ) ، ومع ذلك فقد لا يعكس تاريخ الإصدار بالضبط.[26]

- منذ إصدار المراجعة 10786 (16.07) في 12 أغسطس 2016، تم إسقاط دعم إصدارات جافا السابقة للإصدار 8.[27]
- أُضيفت التوافقية مع جافا 9 في 2 سبتمبر 2017 في المراجعة 12712 (17.08).[28]
- حدث شعار البرنامج إلى الشعار الحالي في 8 أغسطس 2019.[29]
- منذ إصدار المراجعة 16239 (20.03) في 6 أبريل 2020، إضافة الواجهة العربية والأرقام العربية المشرقية.[30]
- أٌضيف الدعم لجافا 16 في 18 مارس 2021 مع المراجعة 17580 (21.02).[31]
- أصبح لجوسم مثبت جديد لنظامي الويندوز وماك أو أس يتضمن نسخة من جافا 16 وجافا إف إكس، وأصبحت نسخة دبيان تتطلب openfx من الإصدار 18193 (21.08) الصادر في 2 نوفمبر 2021.[32]

## استعمال جوسم
يتم إجراء أكبر عدد من التعديلات في خريطة الشارع المفتوحة باستخدام JOSM. تم استخدام البرنامج لإجراء العديد من عمليات استيراد خريطة الشارع المفتوحة على نطاق واسع ، بما في ذلك بيانات TIGER في الولايات المتحدة.
يمكن أيضًا استخدام JOSM لتحرير مشروع OpenHistoricalMap التابع لـ خريطة الشارع المفتوحة. تم تضمينه كحزمة في العديد من توزيعات Linux مثل Ubuntu ،  Debian ،  Fedora ،  Arch Linux  و OSGEO Live DVD 
تتوفر العديد من البرامج التعليمية. يحتوي برنامج LearnOSM التعليمي ، المترجم إلى 16 لغة ، على قسم خاص بـ JOSM. يغطي عملية التحرير والأدوات والمكونات الإضافية والقوالب ووظائف الصور وحل التعارضات والميزات الأخرى.

## روابط خارجية
- الموقع الرسمي
- نظام مساعدة JOSM

- صفحة JOSM على OSM Wiki